# Astalavista.box.sk
astalavista.box.sk war eine 1994 gegründete Websuchmaschine mit Schwerpunkt Informationssicherheit, die bis Februar 2018 existierte. Sie war in der Slowakei registriert und gehostet.
In der Praxis wurde die Suchmaschine von entsprechenden Szenen als Suchmaschine für ihre jeweiligen Zwecke eingesetzt. So diente Astalavista im Hacker-Bereich als Suchmaschine für Sicherheitslücken, im Cracker- oder im Warez-Bereich wurde nach Keygeneratoren oder gecrackter Software gesucht.
Der Name entstammt dem aus Terminator 2 – Tag der Abrechnung populär gewordenen spanischen Ausspruch «¡Hasta la vista, baby!» (deutsch: „Auf Wiedersehen, Süße“).
Astalavista wurde als eine der am häufigsten genutzten Adressen für die Suche nach Warez bezeichnet. Das PC Magazin bezeichnete Astalavista als „legendäre Warez-Suchmaschine“.